# Dorsa Whiston
Dorsa Whiston – grupa grzbietów na powierzchni Księżyca  o średnicy około 85 km. Dorsa Whiston znajduje się na współrzędnych selenograficznych ☾ 29,4°N 56,4°W/29,400000 -56,400000 na obszarze Oceanus Procellarum.
Nazwa grzbietu została nadana w 1976 roku przez Międzynarodową Unię Astronomiczną i pochodzi od Williama Whistona (1667-1752), angielskiego matematyka i astronoma.